# Кашине Монтарзоне (Асти)
Кашине Монтарзоне је насеље у Италији у округу Асти, региону Пијемонт.
Према процени из 2011. у насељу је живело 16 становника. Насеље се налази на надморској висини од 195 м.